# Dennis van den Driesschen
Dennis van den Driesschen (10 juni 1972) is een Nederlands muziekproducent die werkzaam is onder de artiestennaam Danski.
Hij is sinds 1994 actief en is vooral bekend van zijn werk met Wessel van Diepen (Delmundo) voor danceacts als Vengaboys, DJ Jurgen, Alice Deejay, Nakatomi en Nance.